# Кёйперс, Франциск Антоний
Франциск Антоний Кёйперс (нидерл. Franciscus Antonius Kuijpers; 27 февраля 1941, Бреда, Северный Брабант — 25 мая 2024) — нидерландский шахматист, международный мастер (1964).
Чемпион Нидерландов 1963 года.

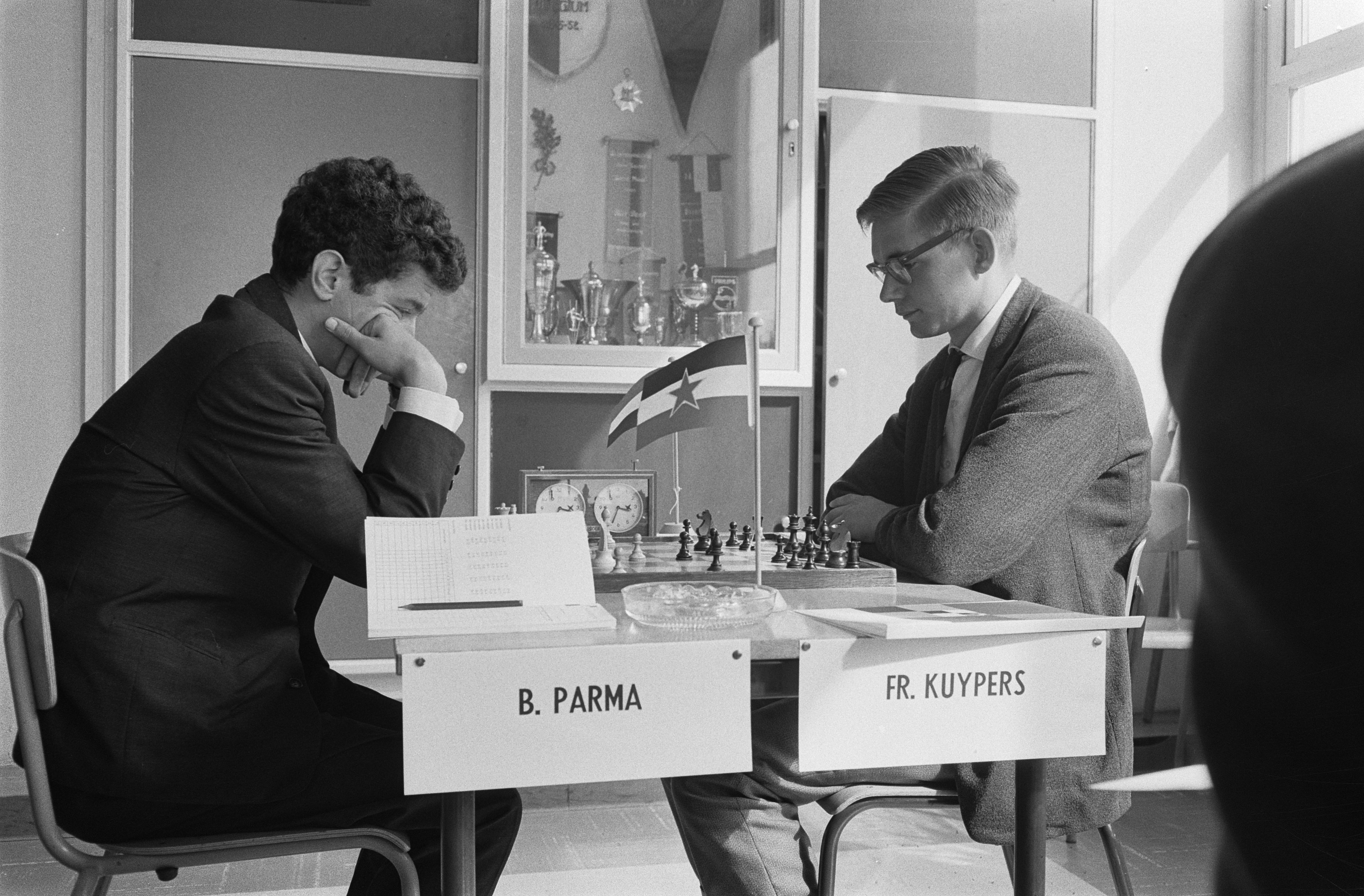
Бруно Парма — Франциск Кёйперс, 1963

В составе сборной Нидерландов — участник 4-х Олимпиад (1964, 1968, 1974, 1976).
Умер 25 мая 2024 года в Хезе в возрасте 83 лет. Согласно профилю на сайте ФИДЕ, на момент смерти Ф. Кёйперс не входил в число активных нидерландских шахматистов, имел рейтинг 2243 пункта и занимал 319-ю позицию в национальном рейтинг-листе.

## Изменения рейтинга
| Графики недоступны из-за технических проблем. См. информацию на Фабрикаторе и на mediawiki.org. |